# Берладинка
Берлади́нка (Бершадка) — річка в Україні, в межах Гайсинського району Вінницької області. Ліва притока Дохни (басейн Південного Бугу).

## Опис
Довжина 55 км, площа водозбірного басейну 755 км². Похил річки 1,3 м/км. Долина V-подібна, подекуди трапецієподібна, завширшки до 3,5 км, завглибшки до 60 м. Заплава двостороння, завширшки від 100 до 700 м. Річище завширшки до 8—10 м (біля гирла), завглибшки до 1,5 м. Споруджено багато ставків. Використовується для зрошення, рекреації.
В околиці с. Демидівка Тростянецького району на березі річки знаходиться об'єкт природно-заповідного фонду — гідрологічний заказник місцевого значення Урочище Демидівська долина

## Розташування
Берладинка бере початок на захід від села Шарапанівка. Тече переважно на схід (частково — на південний схід). Впадає до Дохни при південно-східній околиці міста Бершадь.

## Притоки
Праві: Довжок, Крощина, Бережанка;
Ліві: Велика Грузька - бере початок у Демидівці. Тече переважно на південний схід і в Баланівці впадає у Берладинку. Довжина річки 10 км. Формується з багатьох безіменних струмків та водойм. Площа басейну 74,2 км². Річку перетинає автомобільна дорога Т 0202.

## Галерея

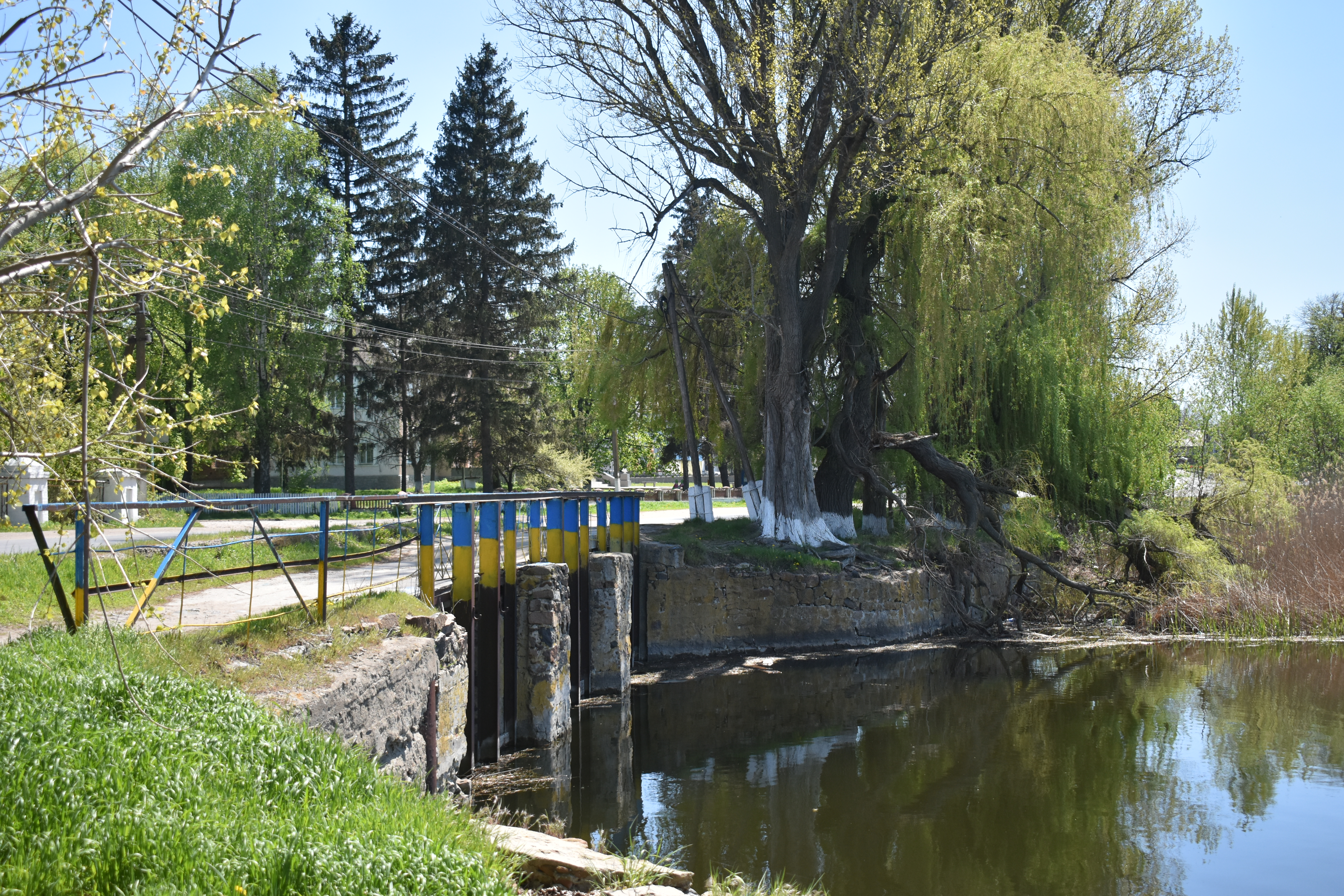
річка у с. Баланівка
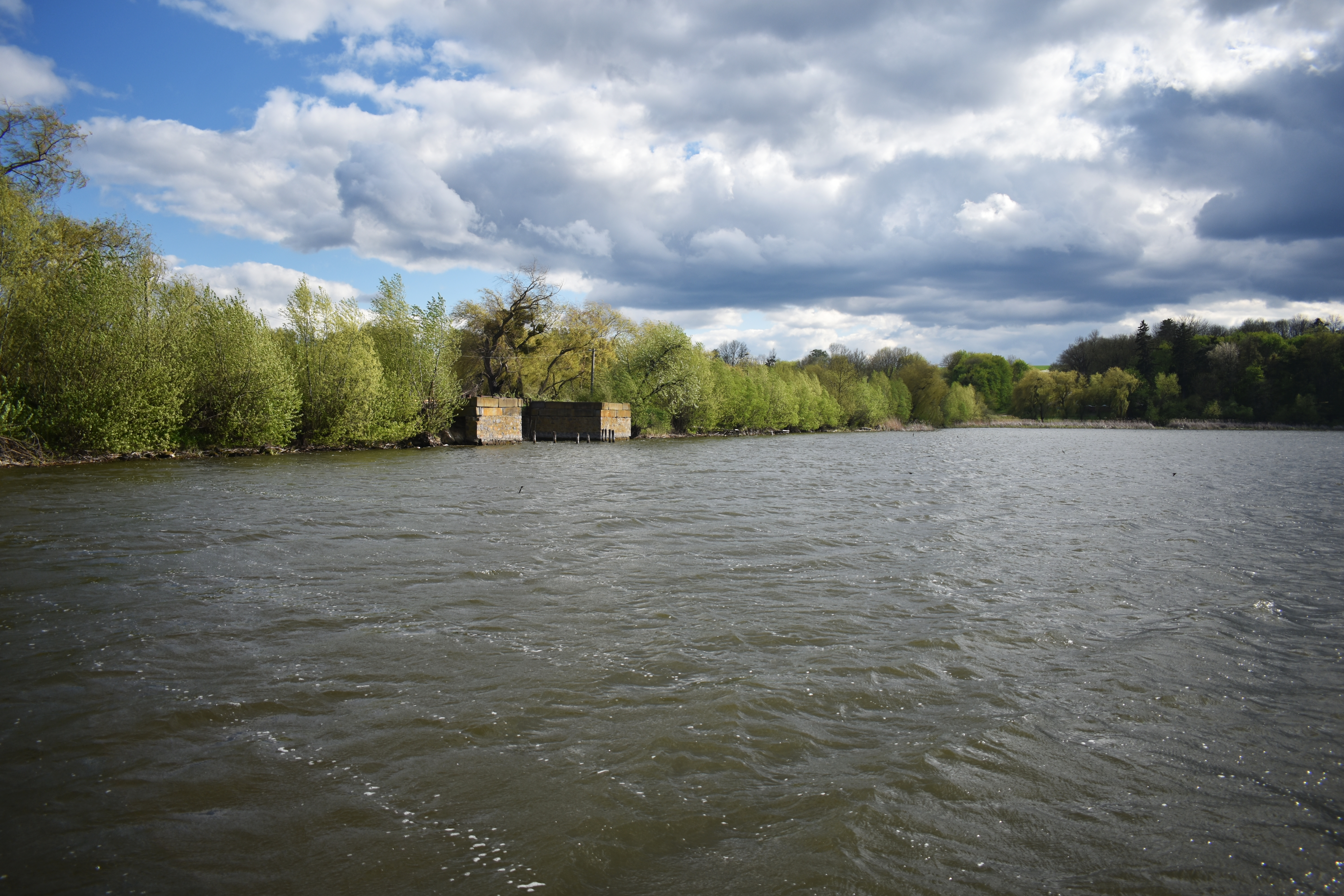
річка у с. Верхівка
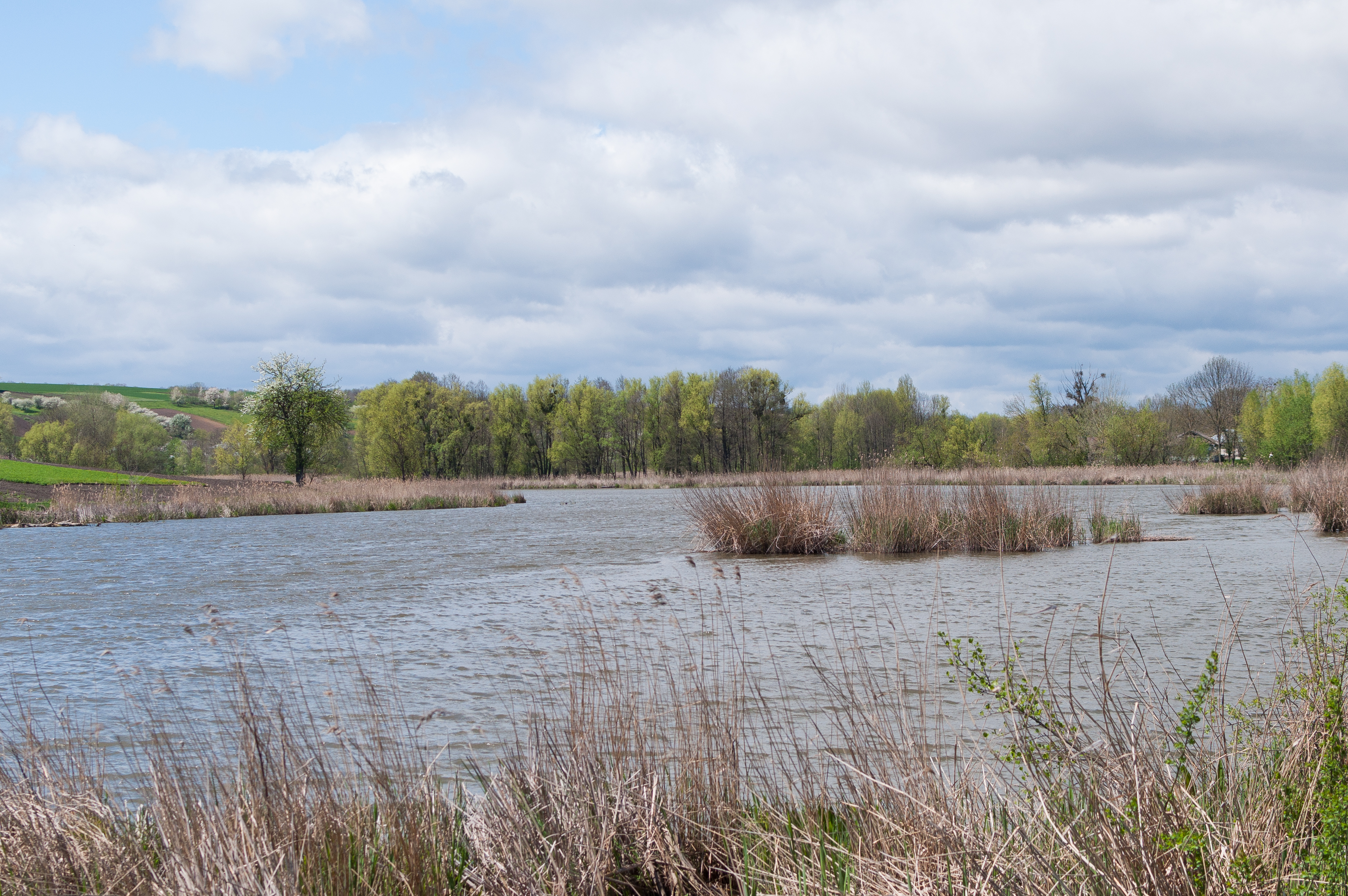
річка у с. Савинці